# وحيد محمد
وحيد محمد طاهر لاعب كرة قدم قطري سابق ، ولد في (11 أكتوبر 1982).
لعب سابقاً لأندية الأهلي و السيلية و الريان و الوكرة .

## روابط خارجية
- وحيد محمد على موقع الاتحاد الدولي (مؤرشف)  (الإنجليزية)
- وحيد محمد على موقع قاعدة بيانات كرة القدم.إي يو (الإنجليزية)
- وحيد محمد على موقع Soccerway.com (الإنجليزية)